# 名鉄チ10形貨車
名鉄チ10形貨車（めいてつチ10がたかしゃ）とは、かつて名古屋鉄道で運用されていた貨車（長物車）である。4両（チ11 - チ14）が存在した。

## 概要
- 元は愛知電気鉄道6ｔ積長物車チ810形（チ810 - チ813）である。愛知電気鉄道の初期に運用された木造有蓋緩急車ワブ300形を1930年（昭和5年）に社内で改造を行い、長物車チ810形とする。車体中央に回転枕木を有する。1935年（昭和10年）に名岐鉄道と愛知電気鉄道が合併し名古屋鉄道が発足すると、全車が名古屋鉄道に引き継がれる。1941年（昭和16年）にチ10形（チ11 - チ14）に改番する。
- 戦後は東部線に配属される。昭和40年代に2両（チ11・チ12）が廃車。残ったチ13・チ14は保線用車両となり、昭和40年代後半に空気制動を設置する改造が行われている。1975年（昭和50年）にチ13・チ14が廃車され、形式消滅となった。